# Транскраниальная доплерография

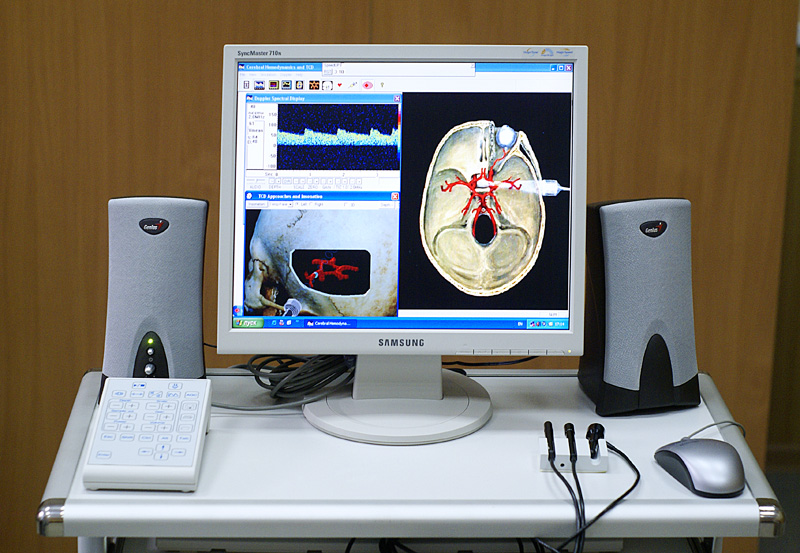
Транскраниальный доплер

Транскраниа́льная доплерографи́я (ТКДГ) — методика ультразвукового исследования кровоснабжения головного мозга, позволяющая оценить кровоток по внутричерепным сосудам. Метод часто используется совместно с другими исследованиями, такими как МРТ и МРА головного мозга, доплерография сонных артерий.

## Принцип работы
Кость является препятствием для прохождения ультразвука. Для проведения ТКДГ используют акустические «окна» — места, через которые ультразвуковой луч может проникнуть с минимальной потерей энергии.
Существуют три положения акустических окон:
- Темпоральное — доступ через височную область.

Темпоральное окно позволяет исследовать: ПМА, СМА, ЗМА и ВСА, а также позволяет определить функцию передней соединительной и задней соединительной артерий.
- Орбитальное — доступ через орбиты глазных яблок.

Орбитальное окно позволяет исследовать: глазничную артерию, сифон внутренней сонной артерии.
- Субокципитальное — доступ через сочленение затылочной кости и позвоночника.

Субокципитальное окно позволяет исследовать: основную артерию, внутричерепные сегменты позвоночных артерий.

## Показания к применению
- головная боль
- подозрение на нарушение кровотока в вертебро-базилярном бассейне
- патология в шейном отделе позвоночника
- подозрение на аномалию сосудов головного мозга
- клинические признаки нарушения мозгового кровообращения
- головокружение
- обморочные состояния
- мигренеподобные приступы